# Dipartimento di Daloa
Il dipartimento di Daloa è un dipartimento della Costa d'Avorio situato nella regione di Haut-Sassandra, distretto di Sassandra-Marahoué.
La popolazione censita nel 2014 era pari a 591.633 abitanti. 
Il dipartimento è suddiviso nelle sottoprefetture di Bédiala, Daloa, Gadouan, Gboguhé, Gonaté e Zaïbo.